# 호남평야
호남평야(湖南平野)는 한국 호남지방의 평야로, 면적은 3500km2이다.
호남지방은 대체로 전주와 광주를 연결하는 선을 기준으로 볼 때 서쪽은 저평하여 평야를 이루고 있으며 이것은 노령산맥에 의하여 두 평야, 곧 호남평야와 나주평야로 갈라진다. 그 중 호남평야는 노령산맥의 서쪽 금강·만경강·동진강 유역을 차지하며, 동서 약 50km, 남북 약 80km의 평야인데, 한국 유수의 쌀 생산지대 중 하나이기도 하다.
북부의 금강 하류에 속하는 부분은 극히 좁으며 거의 대부분이 만경강과 동진강 유역에 속한다. 흔히 동진강 유역의 평야를 김제평야, 만경강 유역의 평야를 만경평야라 하여 구분하기도 한다.
지질은 주로 화강암·화강편마암 등으로 되어 있으며 몹시 침식되고 평탄화되어 거의 기준면에 비슷하게 가까운 준평원을 이루고, 만경강·동진강 연안의 좁은 지역에 충적지가 약간 발달하고 있다. 또 서해안에는 약 6ｍ의 조차가 있어 조석평야(潮汐平野)가 상당히 널리 발달되어 있다. 그런데 수전(水田) 개발에 따라 간척사업과 인공적 평탄화에 의하여 정지(整地)된 일망천리의 수전지대는 운적토로 얇게 덮이어 전체가 충적평야 같이 보인다. 군데군데 나타나 있는 구릉은 기반암의 잔구(殘丘)이며 이것은 과거에 준평원이었다는 것을 의미한다. 부안의 변산반도(邊山半島)에서 고창에 걸친 일대의 화강편마암지는 구릉성 산지로 되어 있고 또 동부 산지에 가까운 지방에도 구릉지가 많다. 만경강과 동진강과의 분수령은 극히 낮아서 분명치 않다.

## 같이 보기
- 한국의 평야
- 나주평야